# Mertan Öztürk
Mertan Caner Öztürk (* 2. November 1992 in Fatih) ist ein türkischer Fußballspieler.

## Karriere

### Verein

#### Jugend
Öztürk kam in Karagümrük, einem Viertel im Istanbuler Stadtteil Fatih, auf die Welt. Seine Familie stammt ursprünglich aus der nordtürkischen Hafenstadt Ayancık. Mit 4–5 Jahren siedelte Öztürk mit seiner Familie nach Deutschland über, kehrte aber bereits nach zwei Jahren wieder nach Istanbul zurück. 2002 begann er in der Nachwuchsabteilung von Galatasaray Istanbul mit dem Vereinsfußball.
Ab dem Sommer 2009 begann Öztürk für die Reservemannschaft seines Vereins aufzulaufen, der A2-Mannschaft. Mit dieser gewann er in der Saison 2010/11 die Meisterschaft der A2 Ligi. Nach diesem Erfolg spielte er zwar weiterhin für die A2-Mannschaft, nahm aber auch am Training der Profimannschaft teil und saß in einigen Pflichtpartien auf deren Ersatzbank.

#### Profikarriere
Am 10. Januar 2012 wurde er vom Cheftrainer Fatih Terim in der Pokalbegegnung gegen Adana Demirspor in der Startelf aufgestellt und gab so sein Profidebüt. Im weiteren Saisonverlauf spielte er zwar ausschließlich für die A2-Mannschaft, wurde jedoch als Teil der Profimannschaft ohne Erstligaeinsatz türkischen Fußballmeister. Die nachfolgende Saison spielte er ausschließlich für die A2-Mannschaft.
Mit dem Auslaufen seines Vertrages bei Galatasaray verließ er im Sommer 2013 nach acht Jahren diesen Klub wechselte zum Drittligisten Altınordu Izmir. Bei dieser Mannschaft etablierte er sich schnell als Leistungsträger. Nachdem er mit seinem Klub erst Herbstmeister wurde, erreichte er auch zwei Spieltage vor Saisonende die Drittligameisterschaft. Dadurch kehrte Altınordu nach 24-jähriger Abstinenz wieder in die TFF 1. Lig, die zweithöchste türkische Spielklasse, zurück. Für die Rückrunde der Saison 2014/15 wurde er an Aydınspor 1923 ausgeliehen. Anfang Juli 2015 wechselte er schließlich zu Manisaspor.
Mit diesem Klub wurde er im Sommer 2016 Drittligameister und stieg dadurch in die TFF 1. Lig auf. Nach einer weiteren Saison für Manisaspor wechselte er zum Zweitligisten Elazığspor und im Sommer 2018 zu Osmanlıspor FK.

### Nationalmannschaft
Öztürk absolvierte 2010 vier Einsätze für die türkische U-18-Nationalmannschaft.

## Erfolge
Galatasaray A2 Istanbul
- Meister der A2 Ligi: 2010/11

- Türkischer Meister: 2011/12

Altınordu Izmir
- Meister der TFF 2. Lig und Aufstieg in die TFF 1. Lig: 2013/14

Manisaspor
- Meister der TFF 2. Lig und Aufstieg in die TFF 1. Lig: 2015/16